# Federico Ricci (calciatore)
Federico Ricci (Roma, 27 maggio 1994) è un calciatore italiano, attaccante o ala del Crotone.

## Biografia
Nato a Roma, inizia a farsi notare sin da piccolo nella scuola calcio di Roberto Muzzi a Morena, insieme a suo fratello gemello Matteo (a sua volta calciatore professionista e in passato suo compagno di squadra nello Spezia), per poi passare entrambi alla Roma dove iniziano tutta la trafila nel settore giovanile giallorosso.

## Carriera

### Club

#### Roma e prestito al Crotone
Nella stagione 2013-2014 viene aggregato alla prima squadra della Roma (con cui già aveva giocato a livello giovanile); esordisce in Serie A a 19 anni, il 1º dicembre 2013, entrando al posto di Florenzi nei minuti finali della partita Atalanta-Roma (1-1) disputa a Bergamo. Con l'allenatore giallorosso Rudi Garcia ottiene in totale 4 presenze in campionato, una delle quali da titolare all'ultima giornata contro il Genoa allo stadio Ferraris.
Nell'estate del 2014 viene ceduto in prestito al Crotone, formazione di Serie B; nella stagione 2014-2015 gioca una partita in Coppa Italia e 21 partite in campionato, segnandovi anche una rete.
Rimane in prestito nel club calabrese anche per la stagione 2015-2016, nella quale viene impiegato da titolare e realizza 11 gol in 36 presenze, contribuendo da protagonista al secondo posto del Crotone, che viene promosso per la prima volta in Serie A.
Torna alla Roma per la stagione 2016-2017, con la quale va in panchina nelle prime due giornate di campionato.

#### Sassuolo
Il 31 agosto 2016 viene ceduto in prestito con diritto di riscatto al Sassuolo, con il quale esordisce il 10 settembre 2016, nella partita di campionato persa 3-1 contro la Juventus a Torino. Il 15 settembre esordisce nelle coppe europee, nella partita di Europa League vinta 3-0 contro l'Athletic Bilbao al Mapei Stadium. Il 20 novembre realizza il suo primo gol in Serie A, nella partita persa 3-2 in trasferta contro la Sampdoria allo stadio Ferraris.
A fine stagione il giocatore viene riscattato dal Sassuolo per 4,5 milioni.

#### Genoa e ritorno in prestito al Crotone
Il 31 agosto 2017, ultimo giorno di mercato, il Sassuolo lo cede al Genoa. L'esterno passa alla formazione rossoblù in prestito con diritto di riscatto fissato a 11 milioni di euro e di controriscatto fissato a 14 milioni. Fa il suo debutto coi rossoblu il successivo 17 settembre giocando da titolare nella sconfitta contro la Lazio per 3-2.
Poco utilizzato nella prima parte di stagione, il 19 gennaio 2018 torna, a titolo temporaneo, al Crotone; due giorni più tardi, segna anche il suo primo gol stagionale, nella partita vinta per 3-0 sul campo del Verona.

#### Prestiti al Benevento e allo Spezia
Il 2 agosto 2018, passa in prestito al Benevento, nell'operazione che porta Enrico Brignola al Sassuolo. Nel luglio 2019 viene preso in prestito dallo Spezia dove gioca insieme al fratello gemello Matteo. Il 24 agosto dello stesso anno, va a segno all'esordio in campionato con la maglia aquilotta, nella vittoria in trasferta per 3-0 contro il Cittadella.

#### Ritorno al Sassuolo e prestito al Monza
Dopo aver conquistato la storica promozione in Serie A ai play-off con gli aquilotti, Ricci fa ritorno al Sassuolo riuscendo però a giocare solo 3 minuti a causa di COVID e infortuni, indi per cui nel mercato invernale viene ceduto in prestito al Monza in Serie B.

#### Reggina e Ascoli
Il 13 luglio 2021 passa ufficialmente a titolo definitivo alla Reggina, firmando un contratto triennale.
Il 31 gennaio 2022, durante l'ultimo giorno di mercato, si trasferisce all'Ascoli in prestito con diritto di riscatto. Il 2 marzo 2022 segna la prima rete con i marchigiani, nella sconfitta per 3-1 in casa del Lecce.

#### Perugia e terzo ritorno al Crotone
Il 4 settembre 2023, Ricci viene ingaggiato a parametro zero dal Perugia, in Serie C, con cui firma un contratto biennale. Il 30 gennaio 2025 risolve il contratto con la società umbra.
Il 31 gennaio 2025, firma un accordo valido fino al 30 giugno 2026 con il Crotone.

### Nazionale
Tra il 2014 e il 2015 ha giocato 3 partite con la maglia della nazionale Under-20.
Il 6 agosto 2015 ha giocato da titolare nella partita amichevole terminata 0-0 fra B Italia e Rappresentativa AIC.
Il 24 marzo 2016, fa il suo debutto con la nazionale Under-21 nella vittoriosa trasferta contro l'Irlanda (1-4), disputata a Waterford e valevole per le qualificazioni all'Europeo 2017, entrando al 85º minuto al posto di Monachello.

## Statistiche

### Presenze e reti nei club
Statistiche aggiornate al 21 maggio 2025.
| Stagione        | Squadra         | Campionato      | Campionato | Campionato | Coppe nazionali | Coppe nazionali | Coppe nazionali | Coppe continentali | Coppe continentali | Coppe continentali | Altre coppe | Altre coppe | Altre coppe | Totale | Totale |
| Stagione        | Squadra         | Comp            | Pres       | Reti       | Comp            | Pres            | Reti            | Comp               | Pres               | Reti               | Comp        | Pres        | Reti        | Pres   | Reti   |
| --------------- | --------------- | --------------- | ---------- | ---------- | --------------- | --------------- | --------------- | ------------------ | ------------------ | ------------------ | ----------- | ----------- | ----------- | ------ | ------ |
| 2013-2014       | Roma            | A               | 4          | 0          | CI              | 0               | 0               | -                  | -                  | -                  | -           | -           | -           | 4      | 0      |
| 2014-2015       | Crotone         | B               | 21         | 1          | CI              | 1               | 0               | -                  | -                  | -                  | -           | -           | -           | 22     | 1      |
| 2015-2016       | Crotone         | B               | 36         | 11         | CI              | 2               | 0               | -                  | -                  | -                  | -           | -           | -           | 38     | 11     |
| 2016-2017       | Sassuolo        | A               | 24         | 2          | CI              | 1               | 0               | UEL                | 6                  | 0                  | -           | -           | -           | 31     | 2      |
| 2017-gen. 2018  | Genoa           | A               | 5          | 0          | CI              | 2               | 0               | -                  | -                  | -                  | -           | -           | -           | 7      | 0      |
| gen.-giu. 2018  | Crotone         | A               | 14         | 1          | CI              | 0               | 0               | -                  | -                  | -                  | -           | -           | -           | 14     | 1      |
| 2018-2019       | Benevento       | B               | 26+2       | 2          | CI              | 4               | 0               | -                  | -                  | -                  | -           | -           | -           | 32     | 2      |
| 2019-2020       | Spezia          | B               | 26+1       | 3          | CI              | 2               | 1               | -                  | -                  | -                  | -           | -           | -           | 29     | 4      |
| 2020-gen. 2021  | Sassuolo        | A               | 1          | 0          | CI              | 0               | 0               | -                  | -                  | -                  | -           | -           | -           | 1      | 0      |
| Totale Sassuolo | Totale Sassuolo | Totale Sassuolo | 25         | 2          |                 | 1               | 0               |                    | 6                  | 0                  |             |             |             | 32     | 2      |
| gen.-giu. 2021  | Monza           | B               | 11         | 0          | CI              | -               | -               | -                  | -                  | -                  | -           | -           | -           | 11     | 0      |
| 2021-gen. 2022  | Reggina         | B               | 15         | 0          | CI              | 1               | 0               | -                  | -                  | -                  | -           | -           | -           | 16     | 0      |
| gen.- giu. 2022 | Ascoli          | B               | 15+1       | 1          | CI              | -               | -               | -                  | -                  | -                  | -           | -           | -           | 16     | 1      |
| 2022-2023       | Reggina         | B               | 11+1       | 0          | CI              | 1               | 0               | -                  | -                  | -                  | -           | -           | -           | 13     | 0      |
| Totale Reggina  | Totale Reggina  | Totale Reggina  | 26+1       | 0          |                 | 2               | 0               |                    | -                  | -                  |             | -           | -           | 29     | 0      |
| 2023-2024       | Perugia         | C               | 20+1       | 2+0        | CI-C            | 1               | 0               | -                  | -                  | -                  | -           | -           | -           | 22     | 2      |
| 2024-gen. 2025  | Perugia         | C               | 16         | 2          | CI-C            | 3               | 0               | -                  | -                  | -                  | -           | -           | -           | 19     | 2      |
| Totale Perugia  | Totale Perugia  | Totale Perugia  | 36+1       | 4+0        |                 | 4               | 0               |                    | -                  | -                  |             | -           | -           | 41     | 4      |
| gen.-giu. 2025  | Crotone         | C               | 12+4       | 2+0        | CI-C            | -               | -               | -                  | -                  | -                  | -           | -           | -           | 16     | 2      |
| Totale Crotone  | Totale Crotone  | Totale Crotone  | 83+4       | 13         |                 | 3               | 0               |                    | -                  | -                  |             | -           | -           | 90     | 15     |
| Totale carriera | Totale carriera | Totale carriera | 267        | 25         |                 | 18              | 1               |                    | 6                  | 0                  |             | -           | -           | 291    | 28     |

### Cronologia presenze e reti in nazionale
| Cronologia completa delle presenze e delle reti in nazionale ― Italia under 21 | Cronologia completa delle presenze e delle reti in nazionale ― Italia under 21 | Cronologia completa delle presenze e delle reti in nazionale ― Italia under 21 | Cronologia completa delle presenze e delle reti in nazionale ― Italia under 21 | Cronologia completa delle presenze e delle reti in nazionale ― Italia under 21 | Cronologia completa delle presenze e delle reti in nazionale ― Italia under 21 | Cronologia completa delle presenze e delle reti in nazionale ― Italia under 21 | Cronologia completa delle presenze e delle reti in nazionale ― Italia under 21 |
| Data                                                                           | Città                                                                          | In casa                                                                        | Risultato                                                                      | Ospiti                                                                         | Competizione                                                                   | Reti                                                                           | Note                                                                           |
| ------------------------------------------------------------------------------ | ------------------------------------------------------------------------------ | ------------------------------------------------------------------------------ | ------------------------------------------------------------------------------ | ------------------------------------------------------------------------------ | ------------------------------------------------------------------------------ | ------------------------------------------------------------------------------ | ------------------------------------------------------------------------------ |
| 24-3-2016                                                                      | Waterford                                                                      | Irlanda under 21                                                               | 1 – 4                                                                          | Italia under 21                                                                | Qual. Europeo Under-21 2017                                                    | -                                                                              | 85’                                                                            |
| 2-6-2016                                                                       | Venezia                                                                        | Italia under 21                                                                | 0 – 1                                                                          | Francia under 21                                                               | Amichevole                                                                     | -                                                                              | 54’                                                                            |
| 10-8-2016                                                                      | San Benedetto del Tronto                                                       | Italia under 21                                                                | 0 – 0                                                                          | Albania under 21                                                               | Amichevole                                                                     | -                                                                              | 60’                                                                            |
| 2-9-2016                                                                       | Vicenza                                                                        | Italia under 21                                                                | 1 – 1                                                                          | Serbia under 21                                                                | Qual. Europeo Under-21 2017                                                    | -                                                                              | 85’                                                                            |
| 6-9-2016                                                                       | La Spezia                                                                      | Italia under 21                                                                | 3 – 0                                                                          | Andorra under 21                                                               | Qual. Europeo Under-21 2017                                                    | -                                                                              |                                                                                |
| 11-10-2016                                                                     | Kaunas                                                                         | Lituania under 21                                                              | 0 – 0                                                                          | Italia under 21                                                                | Qual. Europeo Under-21 2017                                                    | -                                                                              |                                                                                |
| 10-11-2016                                                                     | Southampton                                                                    | Inghilterra under 21                                                           | 3 – 2                                                                          | Italia under 21                                                                | Amichevole                                                                     | -                                                                              | 76’                                                                            |
| 14-11-2016                                                                     | Bergamo                                                                        | Italia under 21                                                                | 0 – 0                                                                          | Danimarca under 21                                                             | Amichevole                                                                     | -                                                                              |                                                                                |
| 23-3-2017                                                                      | Cracovia                                                                       | Polonia under 21                                                               | 1 – 2                                                                          | Italia under 21                                                                | Amichevole                                                                     | -                                                                              | 61’                                                                            |
| 27-3-2017                                                                      | Roma                                                                           | Italia under 21                                                                | 1 – 2                                                                          | Spagna under 21                                                                | Amichevole                                                                     | -                                                                              | 90+2’                                                                          |
| Totale                                                                         |                                                                                | Presenze                                                                       | 10                                                                             |                                                                                | Reti                                                                           | 0                                                                              |                                                                                |

## Palmarès
- Campionato Allievi Nazionali: 1

Roma: 2009-2010
- Coppa Italia Primavera: 1

Roma: 2011-2012
- Supercoppa Primavera: 1

Roma: 2012